# Cheiracanthium hypocyrtum
Cheiracanthium hypocyrtum är en spindelart som beskrevs av Zhang och Zhu 1993. Cheiracanthium hypocyrtum ingår i släktet Cheiracanthium och familjen sporrspindlar. Inga underarter finns listade i Catalogue of Life.